# Chrysopa hungarica
Chrysopa hungarica is een insect uit de familie van de gaasvliegen (Chrysopidae), die tot de orde netvleugeligen (Neuroptera) behoort. 
Chrysopa hungarica is voor het eerst wetenschappelijk beschreven door Klapálek in 1899.